# Meade (Kansas)
Meade település az Amerikai Egyesült Államok Kansas államában, Meade megyében, melynek megyeszékhelye is. Lakosainak száma 1505 fő (2020. április 1.).

## Népesség
A település népességének változása:

| 2010 | 1 721 |
| 2020 | 1 505 |